# Football League Two 2014-2015
La Football League Two 2014-2015, conosciuta anche con il nome di Sky Bet League Two per motivi di sponsorizzazione, è stato il 57º campionato inglese di calcio di quarta divisione, nonché  l'11º con la denominazione di League Two. 
La stagione regolare ha avuto inizio il 9 agosto 2014 e si è conclusa il 2 maggio 2015, mentre i play off si sono svolti tra il 9 ed il 23 maggio 2015. Ad aggiudicarsi il titolo è stato il Burton Albion, al primo successo nella categoria. Le altre tre promozioni in Football League One, sono state invece conseguite dallo Shrewsbury Town (2º classificato), dal Bury (3º classificato) e dal Southend United (vincitore dei play off). 
Capocannoniere del torneo è stato Matt Tubbs (che in stagione ha militato, prima nel Portsmouth e poi nell'AFC Wimbledon) con 21 reti.

## Stagione

### Novità
Al termine della stagione precedente, insieme ai campioni di lega del Chesterfield (al quarto titolo di quarta divisione della loro storia), salirono direttamente in Football League One anche lo Scunthorpe United (2º classificato) ed il Rochdale (3º classificato). Mentre il Fleetwood Town, 4º classificato, raggiunse la promozione attraverso i play-off. Il Bristol Rovers (per la prima volta in novantatré anni fuori dalla Football League) ed il Torquay United, che occuparono le ultime due posizioni della classifica, non riuscirono invece a mantenere la categoria e scesero in Conference League Premier.
Queste sei squadre furono rimpiazzate dalle quattro retrocesse dalla Football League One: Tranmere Rovers, Carlisle United, Shrewsbury Town e Stevenage e dalle due promosse provenienti dalla Conference League Premier: Luton Town e Cambridge United (i due club risalirono nella quarta serie inglese, rispettivamente, dopo sei e dieci anni di assenza).

### Formula
Le prime tre classificate venivano promosse direttamente in Football League One, insieme alla vincente dei play off a cui partecipavano le squadre giunte dal 4º al 7º posto. Mentre le ultime due classificate retrocedevano in National League.

## Squadre Partecipanti
| Squadra              | Stagione | Città                       | Stadio                             | Stagione precedente                             |
| -------------------- | -------- | --------------------------- | ---------------------------------- | ----------------------------------------------- |
| Accrington Stanley   | dettagli | Accrington                  | Crown Ground                       | 15º posto in Football League Two                |
| AFC Wimbledon        | dettagli | Londra (Wimbledon)          | Kingsmeadow (Kingston upon Thames) | 16º posto in Football League Two                |
| Burton Albion        | dettagli | Burton upon Trent           | Pirelli Stadium                    | 6º posto in Football League Two                 |
| Bury                 | dettagli | Bury                        | Gigg Lane                          | 12º posto in Football League Two                |
| Cambridge United     | dettagli | Cambridge                   | Abbey Stadium                      | 2º posto in Conference League Premier, promosso |
| Carlisle United      | dettagli | Carlisle                    | Brunton Park                       | 22º posto in Football League One, retrocesso    |
| Cheltenham Town      | dettagli | Cheltenham                  | Whaddon Road                       | 18º posto in Football League Two                |
| Dagenham & Redbridge | dettagli | Londra (Barking e Dagenham) | Victoria Road                      | 9º posto in Football League Two                 |
| Exeter City          | dettagli | Exeter                      | St James Park                      | 17º posto in Football League Two                |
| Hartlepool United    | dettagli | Hartlepool                  | Victoria Park                      | 20º posto in Football League Two                |
| Luton Town           | dettagli | Luton                       | Kenilworth Road                    | 1º posto in Conference League Premier, promosso |
| Mansfield Town       | dettagli | Mansfield                   | Field Mill                         | 11º posto in Football League Two                |
| Morecambe            | dettagli | Morecambe                   | Globe Arena                        | 19º posto in Football League Two                |
| Northampton Town     | dettagli | Northampton                 | Sixfields Stadium                  | 21º posto in Football League Two                |
| Newport County       | dettagli | Newport                     | Rodney Parade                      | 14º posto in Football League Two                |
| Oxford United        | dettagli | Oxford                      | Kassam Stadium                     | 8º posto in Football League Two                 |
| Plymouth Argyle      | dettagli | Plymouth                    | Home Park                          | 10º posto in Football League Two                |
| Portsmouth           | dettagli | Portsmouth                  | Fratton Park                       | 13º posto in Football League Two                |
| Shrewsbury Town      | dettagli | Shrewsbury                  | New Meadow                         | 23º posto in Football League One, retrocesso    |
| Southend United      | dettagli | Southend-on-Sea             | Roots Hall                         | 5º posto in Football League Two                 |
| Stevenage            | dettagli | Stevenage                   | Broadhall Way                      | 24º posto in Football League One, retrocesso    |
| Tranmere Rovers      | dettagli | Birkenhead                  | Prenton Park                       | 21º posto in Football League One, retrocesso    |
| Wycombe Wanderers    | dettagli | High Wycombe                | Adams Park                         | 22º posto in Football League Two                |
| York City            | dettagli | York                        | Bootham Crescent                   | 7º posto in Football League Two                 |

## Classifica finale
|  | Pos. | Squadra            | Pt | G  | V  | N  | P  | GF | GS | DR  |
|  | ---- | ------------------ | -- | -- | -- | -- | -- | -- | -- | --- |
|  | 1.   | Burton Albion      | 94 | 46 | 28 | 10 | 8  | 69 | 39 | +30 |
|  | 2.   | Shrewsbury Town    | 89 | 46 | 27 | 8  | 11 | 67 | 31 | +36 |
|  | 3.   | Bury               | 85 | 46 | 26 | 7  | 13 | 60 | 40 | +20 |
|  | 4.   | Wycombe            | 84 | 46 | 23 | 15 | 8  | 67 | 45 | +22 |
|  | 5.   | Southend Utd       | 84 | 46 | 24 | 12 | 10 | 54 | 38 | +16 |
|  | 6.   | Stevenage          | 72 | 46 | 20 | 12 | 14 | 62 | 54 | +8  |
|  | 7.   | Plymouth           | 71 | 46 | 20 | 11 | 15 | 55 | 38 | +17 |
|  | 8.   | Luton Town         | 68 | 46 | 19 | 11 | 16 | 54 | 44 | +10 |
|  | 9.   | Newport County     | 65 | 46 | 18 | 11 | 17 | 51 | 54 | -3  |
|  | 10.  | Exeter City        | 64 | 46 | 17 | 13 | 16 | 61 | 65 | -4  |
|  | 11.  | Morecambe          | 63 | 46 | 17 | 12 | 17 | 53 | 51 | +2  |
|  | 12.  | Northampton Town   | 61 | 46 | 18 | 7  | 21 | 67 | 62 | +5  |
|  | 13.  | Oxford Utd         | 61 | 46 | 15 | 16 | 15 | 50 | 49 | +1  |
|  | 14.  | Dag & Red          | 59 | 46 | 17 | 8  | 21 | 58 | 59 | -1  |
|  | 15.  | AFC Wimbledon      | 58 | 46 | 14 | 16 | 16 | 54 | 60 | -6  |
|  | 16.  | Portsmouth         | 57 | 46 | 14 | 15 | 17 | 51 | 53 | -2  |
|  | 17.  | Accrington Stanley | 56 | 46 | 15 | 11 | 20 | 58 | 77 | -19 |
|  | 18.  | York City          | 52 | 46 | 11 | 19 | 16 | 46 | 51 | -5  |
|  | 19.  | Cambridge Utd      | 51 | 46 | 13 | 12 | 21 | 61 | 66 | -5  |
|  | 20.  | Carlisle Utd       | 50 | 46 | 14 | 8  | 24 | 55 | 74 | -19 |
|  | 21.  | Mansfield Town     | 48 | 46 | 13 | 9  | 24 | 38 | 62 | -24 |
|  | 22.  | Hartlepool Utd     | 45 | 46 | 12 | 9  | 25 | 39 | 70 | -31 |
|  | 23.  | Cheltenham Town    | 41 | 46 | 9  | 14 | 23 | 40 | 67 | -27 |
|  | 24.  | Tranmere           | 39 | 46 | 9  | 12 | 25 | 45 | 67 | -22 |

Legenda:
      Promosso in Football League One 2015-2016.
  Ammesso ai play-off.
      Retrocesso in National League 2015-2016.
Regolamento:
Tre punti a vittoria, uno a pareggio, zero a sconfitta.
In caso di arrivo di due o più squadre a pari punti, la graduatoria verrà stilata secondo i seguenti criteri:
- differenza reti
- maggior numero di gol segnati

## Risultati

### Tabellone
Leggendo per riga si avranno i risultati casalinghi della squadra indicata in prima colonna, mentre leggendo per colonna si avranno i risultati in trasferta della squadra in prima riga.
|                    | ACC | AFC | BAL | BUR | CAM | CAR | CHE | DAG | EXE | HAR | LUT | MAN | MOR | NEW | NOR | OXF | PLY | POR | SHR | SOU | STE | TRA | WYC | YOR |
| ------------------ | --- | --- | --- | --- | --- | --- | --- | --- | --- | --- | --- | --- | --- | --- | --- | --- | --- | --- | --- | --- | --- | --- | --- | --- |
| Accrington Stanley |     | 1-0 | 1-0 | 0-1 | 2-1 | 3-1 | 1-1 | 1-2 | 2-3 | 3-1 | 2-2 | 2-1 | 2-1 | 0-2 | 1-5 | 1-0 | 1-0 | 1-1 | 1-2 | 0-1 | 2-2 | 3-2 | 1-1 | 2-2 |
| AFC Wimbledon      | 2-1 |     | 3-0 | 3-2 | 1-2 | 1-3 | 1-1 | 1-0 | 4-1 | 1-2 | 3-2 | 0-1 | 1-0 | 2-0 | 2-2 | 0-0 | 0-0 | 1-0 | 2-2 | 0-0 | 2-3 | 2-2 | 0-0 | 2-1 |
| Burton Albion      | 3-0 | 0-0 |     | 1-0 | 1-3 | 1-1 | 1-0 | 2-1 | 1-0 | 4-0 | 1-0 | 2-1 | 0-2 | 0-1 | 3-1 | 2-0 | 1-1 | 2-0 | 1-0 | 2-1 | 1-1 | 2-0 | 1-0 | 2-0 |
| Bury               | 2-1 | 2-0 | 3-1 |     | 2-0 | 2-1 | 0-1 | 0-2 | 1-1 | 1-0 | 1-0 | 2-0 | 1-2 | 1-3 | 2-1 | 0-1 | 2-1 | 3-0 | 1-0 | 0-1 | 2-1 | 2-0 | 1-1 | 2-2 |
| Cambridge United   | 2-2 | 0-0 | 2-3 | 0-2 |     | 5-0 | 1-2 | 1-1 | 1-2 | 2-1 | 0-1 | 3-1 | 1-2 | 4-0 | 2-1 | 5-1 | 1-0 | 2-6 | 0-0 | 0-1 | 1-1 | 1-2 | 0-1 | 0-3 |
| Carlisle United    | 1-0 | 4-4 | 3-4 | 0-3 | 0-1 |     | 1-0 | 1-0 | 1-3 | 3-3 | 0-1 | 2-1 | 1-1 | 2-3 | 2-1 | 2-1 | 2-0 | 2-2 | 1-2 | 1-1 | 3-0 | 1-0 | 2-3 | 0-3 |
| Cheltenham Town    | 2-1 | 1-1 | 1-3 | 1-2 | 3-1 | 0-0 |     | 1-1 | 1-2 | 1-0 | 1-1 | 1-1 | 1-1 | 0-1 | 3-2 | 1-1 | 0-3 | 1-1 | 0-1 | 0-1 | 0-1 | 2-0 | 1-4 | 0-1 |
| Dag & Red          | 4-0 | 4-0 | 1-3 | 1-0 | 2-3 | 4-2 | 3-1 |     | 1-2 | 2-0 | 0-0 | 2-0 | 0-3 | 0-1 | 0-2 | 0-0 | 2-0 | 0-0 | 1-2 | 1-3 | 0-2 | 0-1 | 0-1 | 2-0 |
| Exeter City        | 1-2 | 3-2 | 1-1 | 2-1 | 2-2 | 2-0 | 1-0 | 2-1 |     | 1-2 | 1-1 | 1-2 | 1-1 | 2-0 | 0-2 | 1-1 | 1-3 | 1-1 | 3-2 | 0-1 | 0-0 | 1-2 | 2-1 | 1-1 |
| Hartlepool United  | 1-1 | 1-0 | 0-1 | 0-2 | 2-1 | 0-3 | 2-0 | 0-2 | 2-1 |     | 1-2 | 1-0 | 0-2 | 2-2 | 1-0 | 1-1 | 3-2 | 0-0 | 2-0 | 0-1 | 1-3 | 0-0 | 1-3 | 1-3 |
| Luton Town         | 2-0 | 0-1 | 0-1 | 1-1 | 3-2 | 1-0 | 1-0 | 3-1 | 2-3 | 3-0 |     | 3-0 | 2-3 | 3-0 | 1-0 | 2-0 | 0-1 | 1-1 | 0-0 | 2-0 | 2-0 | 3-0 | 2-3 | 2-2 |
| Mansfield Town     | 0-1 | 2-1 | 1-2 | 0-1 | 0-0 | 3-2 | 1-1 | 2-1 | 2-3 | 1-1 | 1-0 |     | 1-0 | 1-0 | 1-1 | 2-1 | 1-0 | 1-2 | 0-1 | 1-2 | 1-0 | 1-0 | 0-0 | 1-4 |
| Morecambe          | 1-1 | 1-1 | 1-2 | 1-0 | 0-2 | 0-1 | 0-0 | 2-3 | 0-2 | 0-1 | 3-0 | 2-1 |     | 3-2 | 0-1 | 1-0 | 2-1 | 3-1 | 1-4 | 3-1 | 0-0 | 0-0 | 1-3 | 1-1 |
| Newport County     | 1-1 | 4-1 | 1-1 | 0-2 | 1-1 | 2-1 | 1-1 | 2-3 | 2-2 | 2-2 | 1-0 | 0-1 | 0-1 |     | 3-2 | 0-1 | 2-0 | 1-0 | 0-1 | 1-0 | 2-0 | 1-1 | 0-2 | 3-1 |
| Northampton Town   | 4-5 | 2-0 | 1-2 | 2-3 | 0-1 | 0-2 | 2-0 | 1-0 | 1-0 | 5-1 | 2-1 | 1-0 | 2-1 | 3-0 |     | 1-3 | 2-3 | 1-0 | 1-1 | 1-1 | 1-0 | 1-0 | 2-3 | 3-0 |
| Oxford United      | 3-1 | 0-0 | 0-1 | 2-1 | 2-0 | 2-1 | 1-2 | 3-3 | 2-2 | 0-2 | 1-1 | 3-0 | 1-1 | 1-0 | 1-1 |     | 0-0 | 0-1 | 0-2 | 2-3 | 0-0 | 2-0 | 1-2 | 0-0 |
| Plymouth Argyle    | 1-0 | 1-1 | 1-1 | 0-2 | 2-0 | 1-0 | 3-0 | 3-0 | 3-0 | 2-0 | 0-1 | 2-1 | 1-1 | 0-0 | 2-0 | 1-2 |     | 3-0 | 1-0 | 2-0 | 1-1 | 3-2 | 0-1 | 1-1 |
| Portsmouth         | 2-3 | 0-2 | 1-1 | 0-1 | 2-1 | 3-0 | 2-2 | 3-0 | 1-0 | 1-0 | 2-0 | 1-1 | 3-0 | 0-1 | 2-0 | 0-0 | 2-1 |     | 0-2 | 1-2 | 3-2 | 3-2 | 1-1 | 1-1 |
| Shrewsbury Town    | 4-0 | 2-0 | 1-0 | 5-0 | 1-1 | 1-0 | 3-1 | 2-0 | 4-0 | 3-0 | 2-0 | 2-0 | 1-0 | 0-0 | 1-2 | 2-0 | 0-2 | 2-1 |     | 1-1 | 3-2 | 2-1 | 0-0 | 1-0 |
| Southend United    | 1-2 | 0-1 | 0-0 | 1-1 | 0-0 | 2-0 | 2-0 | 0-0 | 1-1 | 1-0 | 1-0 | 2-0 | 0-1 | 2-0 | 2-0 | 1-1 | 0-0 | 2-0 | 1-0 |     | 2-0 | 1-0 | 2-2 | 1-0 |
| Stevenage          | 2-1 | 2-1 | 1-0 | 0-0 | 3-2 | 1-0 | 5-1 | 0-1 | 1-0 | 1-0 | 1-2 | 3-0 | 1-1 | 2-1 | 2-1 | 0-2 | 1-0 | 1-0 | 1-0 | 4-2 |     | 2-2 | 1-3 | 2-3 |
| Tranmere Rovers    | 3-0 | 1-1 | 1-4 | 0-1 | 1-1 | 0-2 | 2-3 | 2-3 | 1-2 | 1-1 | 0-1 | 0-0 | 2-1 | 0-0 | 2-1 | 0-3 | 0-1 | 3-1 | 2-1 | 1-2 | 2-2 |     | 1-2 | 1-1 |
| Wycombe Wanderers  | 2-2 | 2-0 | 1-3 | 0-0 | 1-0 | 3-1 | 2-1 | 1-1 | 2-1 | 1-0 | 1-1 | 2-1 | 0-1 | 1-2 | 1-1 | 2-3 | 0-2 | 0-0 | 1-0 | 4-1 | 2-2 | 0-2 |     | 1-0 |
| York City          | 1-0 | 2-3 | 1-1 | 0-1 | 2-2 | 0-0 | 1-0 | 0-2 | 0-0 | 1-0 | 0-0 | 1-1 | 2-1 | 0-2 | 1-1 | 0-1 | 0-0 | 0-0 | 0-1 | 2-3 | 0-2 | 2-0 | 0-0 |     |

## Spareggi

### Play-off

#### Tabellone
|  | Semifinali | Semifinali   | Semifinali | Semifinali | Semifinali |  |  | Finale | Finale                | Finale |  |
|  |            |              |            |            |            |  |  |        |                       |        |  |
|  | 7          | Plymouth     | 2          | 1          | 3          |  |  |        |                       |        |  |
|  | 4          | Wycombe      | 3          | 2          | 5          |  |  | 7      | Wycombe               | 1      |  |
|  | 6          | Stevenage    | 1          | 1          | 2          |  |  | 5      | Southend U. (7-6 dcr) | 1      |  |
|  | 5          | Southend Utd | 1          | 3          | 4          |  |  |        |                       |        |  |

#### Semifinali

##### Andata
| Arbitro: | Peter Bankes |

|                      |           |                                        |
| Ansah 86’ Banton 89’ | Marcatori | 10’ Hayes 22’ Amadi-Holloway 52’ Craig |

| Arbitro: | Keith Stroud |

|             |           |          |
| Parrett 51’ | Marcatori | 60’ Corr |

##### Ritorno
| Arbitro: | Nigel Miller |

|                     |           |           |
| Hayes 8’ Mawson 35’ | Marcatori | 71’ Brunt |

| Arbitro: | Andy Madley |

|                                         |           |          |
| Leonard 67’ McLaughlin 108’ Timlin 120’ | Marcatori | 55’ Pett |

#### Finale
| Arbitro: | Simon Hooper |

|                                                                  |                      |                                                         |
| Bentley 95’ (aut.)                                               | Marcatori            | 120’ Pigott                                             |
| Murphy Mawson Hayes Bloomfield Bean Jacobson Amadi-Holloway Wood | Tiri di rigore 6 – 7 | Pigott Coker Leonard Payne Timlin Barrett Welson Bolger |

## Statistiche

### Squadre

#### Primati stagionali
Squadre
- Maggior numero di vittorie: Burton Albion (28)
- Minor numero di vittorie: Hartlepool United e Cheltenham Town (9)
- Maggior numero di pareggi: York City (19)
- Minor numero di pareggi: Bury e Northampton Town (7)
- Maggior numero di sconfitte: Hartlepool United e Tranmere Rovers (25)
- Minor numero di sconfitte: Wycombe Wanderers e Burton Albion (8)
- Miglior attacco: Burton Albion (69 gol fatti)
- Peggior attacco: Mansfield Town (38 gol fatti)
- Miglior difesa: Shrewsbury Town (31 gol subiti)
- Peggior difesa: Accrington Stanley (77 gol subiti)
- Miglior differenza reti: Shrewsbury Town (+36)
- Peggior differenza reti: Hartlepool United (-31)

#### Capoliste solitarie
Partite
- Partita con maggiore scarto di gol: Cambridge United-Carlisle United 5-0 e Shrewsbury Town-Bury 5-0 (5)
- Partita con più reti: Northampton TownAccrington Stanley 4-5 (9)

### Individuali

#### Classifica marcatori
Aggiornata al 23 maggio 2015
| Gol | Rigori |  | Giocatore         | Squadra                  |
| --- | ------ |  | ----------------- | ------------------------ |
| 21  | 2      |  | Matt Tubbs        | Portsmouth AFC Wimbledon |
| 19  |        |  | Jamie Cureton     | Dagenham & Redbridge     |
| 18  | 6      |  | Ruben Reid        | Plymouth Argyle          |
| 18  | 4      |  | Mark Richards     | Northampton Town         |
| 17  | 4      |  | Tom Nichols       | Exeter City              |
| 15  |        |  | James Collins     | Shrewsbury Town          |
| 14  | 2      |  | Jed Wallace       | Portsmouth               |
| 14  | 6      |  | Danny Hylton      | Oxford United            |
| 14  | 3      |  | Barry Corr        | Southend United          |
| 13  |        |  | Adebayo Akinfenwa | AFC Wimbledon            |
| 13  |        |  | Mark Cullen       | Luton Town               |